# Chris Cutler
Chris Cutler (Washington, 4 gennaio 1947) è un batterista, compositore, paroliere, teorico della musica e discografico britannico.
È noto per aver militato nella progressive band Henry Cow, nel filone dell'avant-garde rock. Ha anche suonato in altre formazioni tra le quali Art Bears, News from Babel, Pere Ubu e brevemente nei Gong. Ha collaborato con musicisti come Fred Frith, Lindsay Cooper, Alfred Harth, Zeena Parkins, Peter Blegvad e The Residents, per un totale di oltre 100 registrazioni.
Dopo lo scioglimento degli Henry Cow, Cutler ha creato l'etichetta discografica indipendente Recommended Records, che ha pubblicato principalmente i musicisti dell'area del Rock in Opposition. È inoltre l'editore della rivista RēR Quarterly, emanazione della stessa Recommended.

## Scritti e discorsi

### Discorsi
- (EN)  "Composing with Other People's Music - Creativity or Theft?", British Council, Belgrado.
- (EN)  "Electrification and Experimentation, the Development of New Musical Resources in the Popular Field", Union of Composers, Mosca.
- (EN)  "Improvisation: Motives and Methods", International Association for the Study of Popular Music (IASPM), Università di Leeds.
- (EN)  "Rock In Opposition, a case study", Accademia delle Scienze di Berlino
- (EN)  "Studio Composition and Visualisation", studio analitico, IASPM, Università di Montréal
- (EN)  "Sonic and Structural Convergence at the fringes of Musical Genres". Royal College of Art, Londra.
- (EN)  "On The Impact of Recording Technology on Popular music." Pomeriggi Musicali di Milano.
- (EN)  "Plunderphonics and Postmodernism", Dissonanten, Rotterdam.
- (EN)  "Sampling and Plunderphonics", Museum School, Boston.
- (EN)  "The Recording Studio as a Compositional Instrument", Royal College of Art, Londra.

### Saggi
- (EN)  "Necessity and Choice in Musical Forms: Concerning Musical and Technical Means and Political Needs" (1990)
- (EN)  "Plunderphonia" (1994)
- (EN)  "Scale" (1997)
- (EN)  "Thoughts on Music and the Avant Garde" (2005)
- (EN)  "Locality" (2006)

## Discografia

### Con altri artisti
Henry Cow
- Leg End aka Legend (1973, LP, Virgin Records, U.K.)
- Unrest (1974, LP, Virgin Records, U.K.)
- Henry Cow Concerts (1976, 2xLP, Caroline Records, U.K.)
- Western Culture (1979, LP, Broadcast, U.K.)

Henry Cow/Slapp Happy
- Desperate Straights (1975, LP, Virgin Records, U.K.)
- In Praise of Learning (1975, LP, Virgin Records, U.K.)

Art Bears
- Hopes and Fears (1978, LP, Recommended Records, U.K.)
- Winter Songs (1979, LP, Recommended Records, U.K.)
- The World as It Is Today (1981, LP, Recommended Records, U.K.)

Aksak Maboul
- Un Peu de l'Âme des Bandits (1980, LP, Crammed Discs, Belgio)

Cassiber
- Man or Monkey? (1982, 2xLP, Riskant, Germania)
- Beauty and the Beast (1984, LP, Recommended Records, GB)
- Perfect Worlds (1986, LP, Recommended Records, U.K.)
- A Face We All Know (1990, CD, Recommended Records, U.K.)
- Live in Tokyo (1998, 2xCD, Recommended Records, U.K.)

The Work
- Live in Japan (1982, LP, Recommended Records, Giappone)

Fred Frith
- Live in Prague and Washington, (1983, LP, Recommended Records, U.K.)
- Live in Trondheim, Berlin, Limoges (1994, CD, Recommended Records, U.K.)
- 2 Gentlemen in Verona (2000, CD, Recommended Records, U.K.)
- The Stone: Issue Two (2007, CD, Tzadik Records, U.S.)

News from Babel
- Work Resumed on the Tower (1984, LP, Recommended Records, U.K.)
- Letters Home (1986, LP, Recommended Records, U.K.)

David Thomas and the Pedestrians
- Winter Comes Home (1983, LP, Recommended Records, U.K.)
- More Places Forever (1985, LP, Rough Trade Records, U.K.)

Duck and Cover
- Re Records Quarterly Vol.1 No.2 (1985, LP, Recommended Records, U.K.)

Peter Blegvad
- Downtime (1988, LP, Recommended Records, U.K.)
- Just Woke Up (1995, LP, Recommended Records, U.K.)
- Hangman's Hill (1998, LP, Recommended Records, U.K.)

Pere Ubu
- The Tenement Year (1988, LP, Fontana Records)
- Cloudland (1989, LP, Fontana Records])

Hail
- Kirk (1992, CD, Recommended Records, U.K.)

Lutz Glandien
- Domestic Stories (1993, CD, Recommended Records, U.K.)
- Scenes From No Marriage (1994, CD, Recommended Records, U.K.)

The (ec) Nudes
- Vanishing Point (1994, LP, Recommended Records, U.K.)

La 1919
- Jouer, spielen, to play (1994, CD, Materiali Sonori, I)

P53
- P53 (1995 , CD, Recommended Records, U.K.)

Biota
- Object Holder (1995, CD, Recommended Records, U.K.)

Zeena Parkins
- Shark! (1996, CD, Recommended Records, U.K.)

René Lussier e Jean Derome
- Three Suite Piece (1996, CD, Recommended Records, U.K.)

Roberto Musci
- Steel water light (1999, with J.Rose and C.Gabbiani, CD, Recommended Records, U.K.)

Thomas Dimuzio
- Quake (1999, CD, Recommended Records, U.K.)

The Science Group
- A Mere Coincidence (1999, CD, Recommended Records, U.K.)
- Spoors (2003, CD, Recommended Records, U.K.)

Vril
- Effigies in Cork (2003, CD, Recommended Records, U.K.)

Brainville 3
- Trial by Headline (2008, CD, Recommended Records, U.K.)

### Solista
- Solo: A Descent Into the Maelstrom (2001, CD, Recommended Records)
- Twice Around the World (2005, CD, Recommended Records)
- There and Back Again (2006, CD, Recommended Records)

## Film
- 2000 At the Edge of Chaos – documentario di 65 minuti di Shinji Aoyama su un concerto solista alle percussioni di Chris Cutler a Tokyo, giugno 1998.

## Pubblicazioni
- (EN) Cutler, Chris e Hodgkinson, Tim, The Henry Cow Book, Third Step Printworks, 1981, ISBN 0-9508870-0-5.
- (EN) Cutler, Chris, File Under Popular: Theoretical and Critical Writings on Music, November Books, 1984, ISBN 0-946423-01-6.